# Lea Thompson
Lea Kathleen Thompson (n. 31 mai 1961, Rochester, Minnesota, SUA) este o actriță, regizoare și producătoare de televiziune americană.

## Filmografie

### Film
| An   | Titlu                                | Rol                           | Note                 |
| ---- | ------------------------------------ | ----------------------------- | -------------------- |
| 1982 | MysteryDisc: Murder, Anyone?         | Cecily 'Sissy' Loper          | Video                |
| 1983 | Jaws 3-D                             | Kelly Ann Bukowski            |                      |
| 1983 | All the Right Moves                  | Lisa                          |                      |
| 1984 | Red Dawn                             | Erica Mason                   |                      |
| 1984 | The Wild Life                        | Anita                         |                      |
| 1985 | Back to the Future                   | Lorraine Baines McFly         |                      |
| 1986 | SpaceCamp                            | Kathryn Fairly                |                      |
| 1986 | Howard the Duck                      | Beverly Switzler              |                      |
| 1987 | Some Kind of Wonderful               | Amanda Jones                  |                      |
| 1988 | Going Undercover                     | Marigold de la Hunt           |                      |
| 1988 | Casual Sex?                          | Stacy                         |                      |
| 1988 | The Wizard of Loneliness             | Sybil                         |                      |
| 1989 | Back to the Future Part II           | Lorraine McFly                |                      |
| 1990 | Back to the Future Part III          | Maggie McFly / Lorraine McFly |                      |
| 1992 | Article 99                           | Dr. Robin Van Dorn            |                      |
| 1993 | Dennis the Menace                    | Mrs. Alice Mitchell           |                      |
| 1993 | The Beverly Hillbillies              | Laura Jackson                 |                      |
| 1994 | The Little Rascals                   | Ms. Roberts                   |                      |
| 1998 | The Unknown Cyclist                  | Melissa Cavatelli             |                      |
| 2002 | Fish Don't Blink                     | Clara                         |                      |
| 2003 | Haunted Lighthouse                   | Peg Van Legge                 | Film de scurt metraj |
| 2005 | Come Away Home                       | Carol                         |                      |
| 2006 | 10 Tricks                            | Grace                         |                      |
| 2007 | California Dreaming                  | Ginger Gainor                 |                      |
| 2007 | Jane Doe: How to Fire Your Boss      | Cathy Davis                   | Video                |
| 2008 | Spy School                           | Claire Miller                 |                      |
| 2008 | Senior Skip Day                      | Cathleen Harris               | Video                |
| 2008 | Exit Speed                           | Maudie McMinn                 |                      |
| 2009 | Fatal Secrets                        | Rebecca                       |                      |
| 2009 | The Check                            | Darla                         | Film de scurt metraj |
| 2009 | Rock Slyde                           | Master Bartologist            |                      |
| 2009 | Splinterheads                        | Susan Frost                   |                      |
| 2010 | Adventures of a Teenage Dragonslayer | Laura                         |                      |
| 2011 | Thin Ice                             | Jo Ann Prohaska               |                      |
| 2011 | Mayor Cupcake                        | Mary Maroni                   |                      |
| 2011 | The Trouble with the Truth           | Emily                         |                      |
| 2011 | J. Edgar                             | Lela Rogers                   |                      |
| 2012 | Love At The Christmas Table          | Elise Beth Dixon              | Film TV              |
| 2013 | Ping Pong Summer                     | Mrs. Miracle                  |                      |
| 2014 | Left Behind                          | Irene Steele                  | Post-producție       |

### Televiziune
| An            | Titlu                                   | Rol                                  | Note                                                                             |
| ------------- | --------------------------------------- | ------------------------------------ | -------------------------------------------------------------------------------- |
| 1989          | Nightbreaker                            | Sally Matthews                       |                                                                                  |
| 1989          | Tales from the Crypt                    | Sylvia Vane                          | Episodul: "Only Sin Deep"                                                        |
| 1990          | Montana                                 | Peg Guthrie                          |                                                                                  |
| 1993          | Stolen Babies                           | Annie Beales                         |                                                                                  |
| 1994          | The Substitute Wife                     | Amy Hightower                        |                                                                                  |
| 1995          | The Unspoken Truth                      | Brianne Hawkins                      |                                                                                  |
| 1995          | Friends                                 | Caroline Duffy (uncredited)          | Episodul: "The One with the Baby on the Bus"                                     |
| 1995– 2000    | Caroline in the City                    | Caroline Duffy                       | 97 de episoade                                                                   |
| 1996          | The Right to Remain Silent              | Christine Paley                      |                                                                                  |
| 1998          | A Will of their Own                     | Amanda Steward                       | Mini-serial (partea 1)                                                           |
| 2002– 2003    | For the People                          | Chief Dep. Dist. Atty. Camille Paris | 18 episoade                                                                      |
| 2003          | Stealing Christmas                      | Sarah Gibson                         |                                                                                  |
| 2004          | Ed                                      | Liz Stevens                          | 3 episoade                                                                       |
| 2004          | Law & Order: Special Victims Unit       | Michelle Osborne                     | Episodul: "Birthright"                                                           |
| 2005          | Jane Doe: Vanishing Act                 | Cathy Davis                          |                                                                                  |
| 2005          | Jane Doe: Now You See It, Now You Don't | Cathy Davis                          |                                                                                  |
| 2005          | Jane Doe: Til Death Do Us Part          | Cathy Davis                          |                                                                                  |
| 2005          | Jane Doe: The Wrong Face                | Cathy Davis                          |                                                                                  |
| 2006          | Jane Doe: Yes, I Remember It Well       | Cathy Davis                          |                                                                                  |
| 2006          | Jane Doe: The Harder They Fall          | Cathy Davis                          |                                                                                  |
| 2007          | Jane Doe: Ties That Bind                | Cathy Davis / Jane Doe               |                                                                                  |
| 2007          | A Life Interrupted                      | Debbie Smith                         |                                                                                  |
| 2007          | Final Approach                          | Alicia Bender                        |                                                                                  |
| 2008          | Jane Doe: Eye of the Beholder           | Cathy Davis / Jane Doe               |                                                                                  |
| 2008          | The Christmas Clause                    | Sophie                               |                                                                                  |
| 2010          | Uncle Nigel                             | Abby Wells                           |                                                                                  |
| 2010          | Greek                                   | April                                | Episodul: "Camp Buy Me Love"                                                     |
| 2011          | Robot Chicken                           | Lorraine Baines (voice)              | Episodul: "Major League of Extraordinary Gentlemen"                              |
| 2011          | The Cabin                               | Lily MacDougal                       |                                                                                  |
| 2011          | Game of Your Life                       | Abbie                                |                                                                                  |
| 2011– present | Switched at Birth                       | Kathryn Kennish                      | Rolul principal Regiztor al episodului "Prudence, Avarice, Lust, Justice, Anger" |
| 2012          | Love at the Christmas Table             | E. Dixie                             |                                                                                  |
| 2013          | Call Me Crazy: A Five Film              | Julia                                |                                                                                  |
| 2013          | CSI: Crime Scene Investigation          | Jennifer Rhodes                      | Episodul: "Under a Cloud"                                                        |